# Claire Weekes
Pour les articles homonymes, voir Weekes.
Dr Hazel Claire Weekes (11 avril 1903 – 2 juin 1990) est une médecin généraliste australienne et zoologiste. Elle est considérée par certains comme la pionnière du traitement moderne de l'anxiété via la thérapie cognitive et pour ses livres sur les troubles anxieux.

## Jeunesse et formation
Hazel Claire Weekes naît le 11 avril en 1903 dans une famille modeste de la classe moyenne de Sydney. Elle est l'aînée des quatre enfants de Ralph, un musicien, et Fran Weekes. Elle commence ses études à la Sydney Girls High School et, en 1926, devient diplômée en zoologie de l'Université de Sydney, recevant la Médaille de l'Université en zoologie. Elève brillante, elle gagne une bourse Macleay de la Linnean Society of New South Wales et, en 1928, une bourse Rockefeller, avec laquelle elle prévoyait de poursuivre ses études en Angleterre après avoir terminé son doctorat. Mais elle tombe gravement malade, est diagnostiquée de la tuberculose et envoyée au sanatorium de Waterfall State. Son médecin la fait sortir six mois plus tard invoquant une erreur de diagnostic. Ce n'est que des années plus tard qu'elle découvre qu'elle souffre de troubles nerveux et d'attaques de panique.
Sous la direction du professeur Launcelot Harrison, elle mène des recherches de biologie évolutive sur la reproduction et la placentation chez les lézards vivipares de 1925 à 1934 ; une partie de cette période (1929-1931) se passe en Angleterre à l'University College de Londres dans le laboratoire de J.P. Hill grâce à la bourse Rockefeller. Ses travaux fournissent la base d'une compréhension de la placentation des reptiles qui a duré près de 50 ans. Des travaux plus récents ont continué à s'appuyer sur le cadre empirique et conceptuel qu'elle a établi,. Les recherches de Weekes sur les placentae complexes de Pseudemoia entrecasteauxii jouent un rôle déterminant dans l'établissement de l'espèce en tant qu'organisme modèle pour étudier l'évolution de la grossesse,. 
En 1930, elle est la première femme à obtenir un doctorat en sciences de l'Université de Sydney pour sa thèse : Placentation amongst reptiles and its possible bearing upon the evolutionary history of mammals,. 
Pendant son séjour en Europe, elle réussit à surmonter ses crise d'angoisse, aidée par les suggestions de son fiancé de l'époque, Marcel Aurousseau, qui avait observé les soldats sous le choc des obus pendant la Première Guerre mondiale.

## Carrière
À son retour à Sydney, Weekes étudie le chant au New South Wales Conservatorium of Music où elle rencontre le professeur de piano Elizabeth Coleman, qui deviendra sa partenaire. En 1937, elle ouvre une agence de voyages et rédige une chronique hebdomadaire sur les voyages pour The Sunday Sun and Guardian.
Elle ouvre son cabinet à Bondi et se spécialise dans l'anxiété et les maladies nerveuses, se faisant remarquer pour l'efficacité de son traitement. Elle consulte à l'hôpital Rachel Forster pour femmes et enfants de Sydney. En 1955, elle réussit l'examen d'adhésion au Royal Australian College of Physicians. Elle est nommée membre du Collège en 1973.
Weeks meurt le 2 juin 1990, à Warriewood en Nouvelle-Zélande.

## Distinctions
- 1978 : chevalier de l'Ordre de l'Empire britannique[12]

## Publications (sélection)
- (en) L. Harrison et H.C. Weekes, « On the occurrence of placentation in the scincid lizard, Lygosoma entrecasteauxi. », Proc. Linn. Soc. N.S.W., vol. 50,‎ 1925, p. 472–486
- (en) Weekes, H.C., « Placentation and other phenomena in the scincid lizard Lygosoma (Hinulia) quoyi », Proc. Linn. Soc. N.S.W., no 52,‎ 1927a, p. 499–554
- (en) H.C. Weekes, « A note on reproductive phenomena in some lizards », Proc. Linn. Soc. N.S.W., vol. 52,‎ 1927b, p. 25–32
- (en) H.C. Weekes, « On placentation in reptiles. I. », Proc. Linn. Soc. N.S.W., vol. 54,‎ 1929, p. 34–60
- (en) H.C. Weekes, « On placentation in reptiles. II. », Proc. Linn. Soc. N.S.W., vol. 55,‎ 1930, p. 550–576
- (en) H.C. Weekes, « On the distribution, habitat, and reproductive habits of certain European and Australian snakes and lizards, with particular regard to their adoption of viviparity », Proc. Linn. Soc. N.S.W., vol. 58,‎ 1933, p. 270–274
- (en) H.C. Weekes, « The corpus luteum in certain oviparous and viviparous reptiles », Proc. Linn. Soc. N.S.W., vol. 69,‎ 1934, p. 380–391
- (en) H.C. Weekes, « A review of placentation among reptiles, with particular regard to the function and evolution of the placenta », Proc. Linn. Soc. Lond., vol. 2,‎ 1935, p. 625–645
- (en) H.C. Weekes, Self Help for Your Nerves, 1962 (ISBN 9780207947179)
- (en) H.C. Weekes, Hope and Help for Your Nerves, 1969 (ISBN 9780451167224)
- (en) H.C. Weekes, Peace from Nervous Suffering, 1972 (ISBN 9780451167231)
- (en) H.C. Weekes, _Simple, Effective Treatment, 1976 (ISBN 9780207148774)